# Baie des Ha! Ha! (Saguenay–Lac-Saint-Jean)
Pour les articles homonymes, voir Baie des Ha! Ha!.
La baie des Ha! Ha! est une anse particulièrement développée sur une longueur de onze kilomètres sur le Saguenay dans la région du Saguenay–Lac-Saint-Jean au Québec. Au fond de ce couloir naturel qui se nomme primitivement en français la Grande Anse, puis la Grande Baie, se jettent la rivière Ha! Ha! et la Rivière à Mars. Selon la théorie du Deuxième Saguenay, cette vaste dépression est le prolongement de la faille et du fossé d'effondrement du lac Kénogami qui se trouve en amont à moins de vingt kilomètres.

## Histoire
Bien avant le débarquement en 1838 des colons charlevoisiens, fondateurs de la paroisse Saint-Alexis-sur-l'Islet, ce havre abrité en bout de la baie constitue un lieu de rencontre et d'échanges des populations amérindiennes. Les deux villages devenus modestes pôles urbains au XXe siècle fusionnent avant de se retrouver au centre de l'arrondissement de La Baie au sein de la grande ville de Saguenay. C'est par  cette baie que la bauxite des alumineries du Saguenay-Lac-Saint-Jean transite jusqu'aux installations portuaires de Port-Alfred pour être déchargée et portée en train par la suite dans les différentes usines de Rio Tinto Alcan.

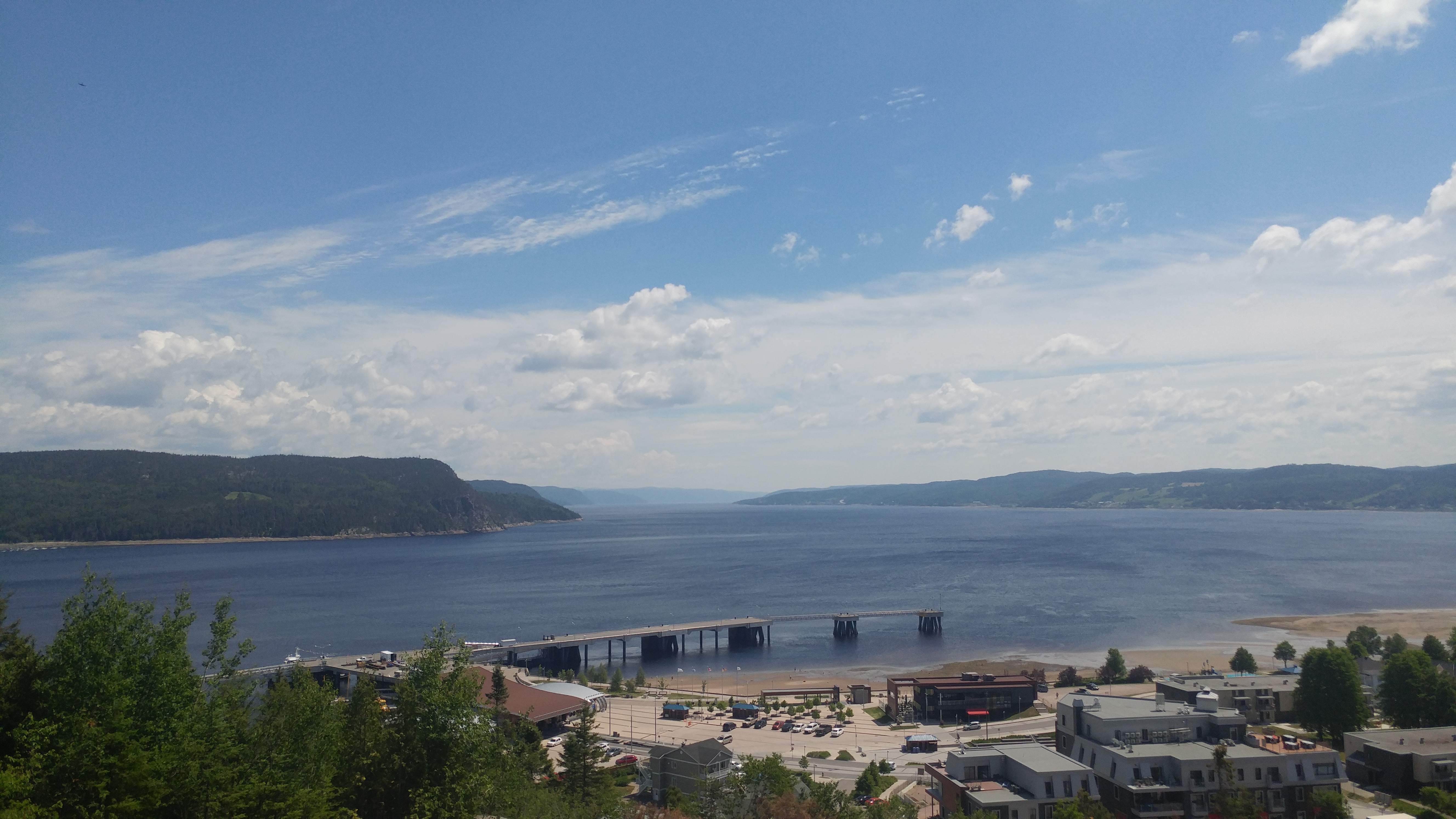
La baie vue depuis l'hôpital, dont le quai des escales des paquebots océanique.

Depuis septembre 2009, le potentiel touristique de la baie est largement exploité avec l'inauguration d'un port d'escale pour les navires de croisières. De plus en 2023 l'achalandage touristique sera de 81 escales de paquebots océanique prévue à l'horaire. Ce sera un nombre record d’escales au quai de croisières depuis son ouverture. De même les visiteurs de ses grands navires, sont un réel bénéfice touristique pour la ville et aussi la région, avec un excellent service de navettes par autobus a leurs dispositions.
Durant l'hiver depuis des milliers de générations, quand les glaces y sont solides, on y pratique la pêche sur glace (dite "pêche blanche". Le déluge du Saguenay, en juillet 1996 a provoqué un dépôt important de sédiments dans cette baie.

## Toponymie
Le terme « Ha! Ha! » ne relève nullement de l'onomatopée triviale, mais probablement d'une altération d'un toponyme Innu difficilement prononçable en français qui signifie lieu où on échange de l'écorce. D'autres linguistes pensent à une possible dérivation du terme français « haha » qui signifie obstacle inattendu sur un chemin. Mais dans ce cas précis, on ne perçoit pas l'obstacle en question.
Jules Verne (1828-1905), dans son roman relatant l’histoire des patriotes de 1837 (avec des personnages essentiellement fictifs), et qui s’intitule Famille-sans-nom, donne l’explication suivante: « cette merveilleuse baie de Ha-Ha! (sic) - appellation onomatopéique que lui a décernée l’admiration des touristes. »
Au Saguenay-Lac-Saint-Jean, certains lieux d'ailleurs corrélés au bassin hydrographique menant vers la baie sur le Saguenay homonyme utilisent également cette appellation :
- la Rivière Ha! Ha!,
- le Lac Ha! Ha!,
- le Petit lac Ha! Ha!.

On retrouve l'appellation dans différents lieux comme la baie du Ha! Ha! au Bic et Saint-Louis-du-Ha! Ha! qui ne semblent pas avoir de trait évident en commun. Au Nouveau-Brunswick, dans le comté d'Albert, on trouve le Ha Ha Cemetery où une plaque commémorative rapporte que le nom a été donné à l'endroit à cause du cri des huards.
Le nom « baie des Ha! Ha! » a été officialisé le 5 décembre 1968 à la Commission de toponymie du Québec.

## Géographie

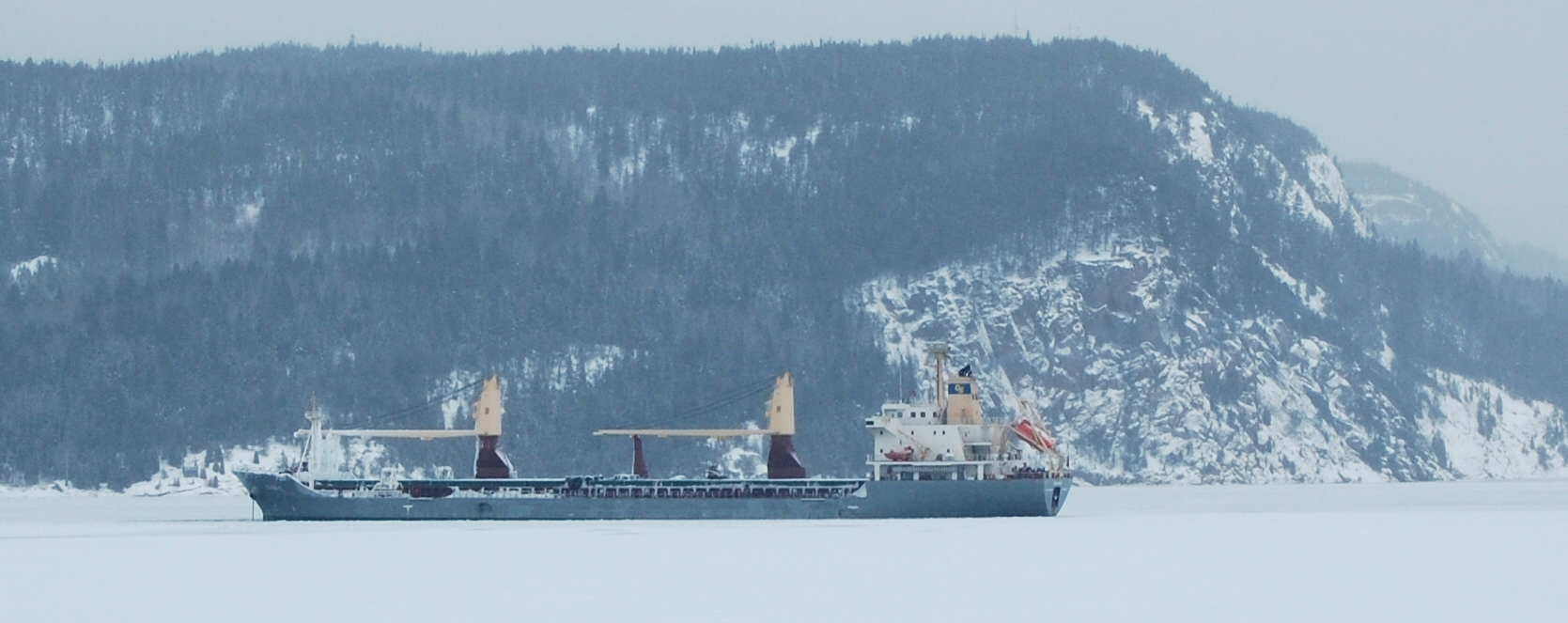
Cargo dans la Baie des Ha! Ha!

La Baie des Ha! Ha! est un vaste rentrant de la rivière Saguenay dans les terres qui semble la continuation normale du fjord du Saguenay. Cette baie comporte une longueur de 11 km, une largeur maximale de 4,6 km et une altitude de 4 m.
À partir de la confluence de la Baie des Ha! Ha! le courant suit le cours de la rivière Saguenay sur 99,5 km vers l’est jusqu’à Tadoussac où il conflue avec l’estuaire du Saint-Laurent.

## Environnement

### Faune

#### Faune Riveraine
On compte parmi la faune riveraine de la Baie Ha! Ha! des espèces de mammifères communes à l'ensemble du Fjord du Saguenay et de la forêt mixte québécoise.
On peut y observer :
| - la loutre de rivière - le vison d'Amérique - la belette pygmée - la belette à longue queue | - l'hermine - la mouffette rayée - le raton laveur | - le rat musqué - le castor du Canada - le renard roux |

#### Faune marine
La Baie des Ha! Ha!, et le Saguenay, regroupent environ 76 espèces de poissons d'eau douce et marins. Ce phénomène s'explique par le fait que la Baie des Ha! Ha! est constituée de deux couches d'eau superposées. En surface, une couche d'eau faiblement salée qui provient des rivières qui se jettent dans le fjord, et en profondeur, l'eau salée et froide qui, ici dans ce bassin amont, se renouvelle lentement à un rythme proche de l'annuel après être entré dans le Saguenay par effet de marée depuis le golfe du Saint-Laurent. La présence de ces deux couches séparées par une épaisseur halocline favorise une riche biodiversité et en fait un milieu très propice à la vie. Parmi ces espèces, on peut compter :
| - l'omble de fontaine - l'éperlan arc-en-ciel - la morue franche - le sébaste | - le requin du Groenland - la truite de mer - l'esturgeon noir - l'anguille d'Amérique |